# 高俊
高俊（1933年10月7日—），男，北京人，中国地图学与地理信息系统学家。解放军测绘学院教授。

## 生平
1956年毕业于解放军测绘学院。1999年当选为中国科学院院士。